# Příbrami járás

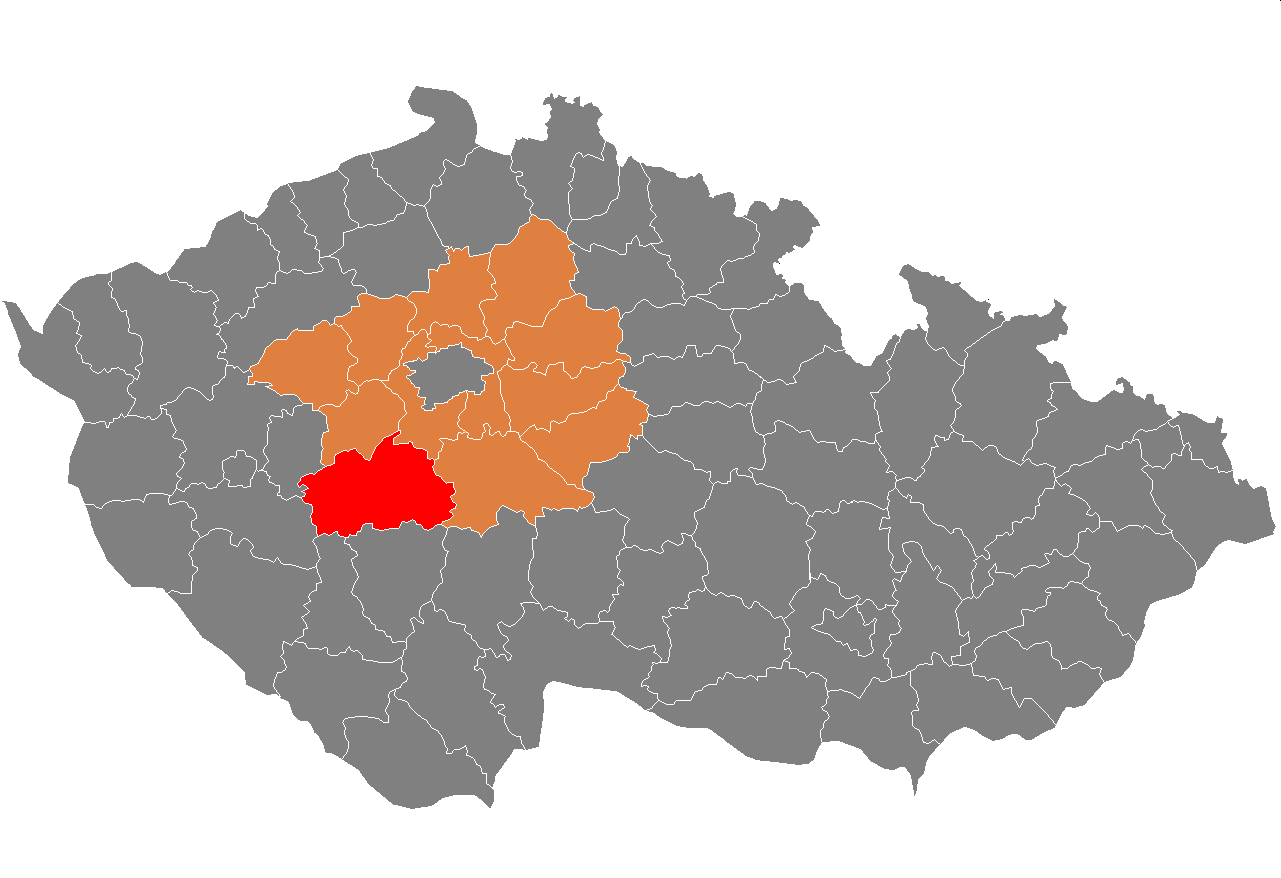
A Příbrami járás

Příbrami járás (csehül: Okres Příbram) közigazgatási egység Csehország Közép-csehországi kerületében. Székhelye Příbram. Lakosainak száma 110 333 fő (2007). Területe 1692,05 km².

## Városai, mezővárosai és községei
A városok félkövér, a mezővárosok dőlt, a községek álló betűkkel szerepelnek a felsorolásban.

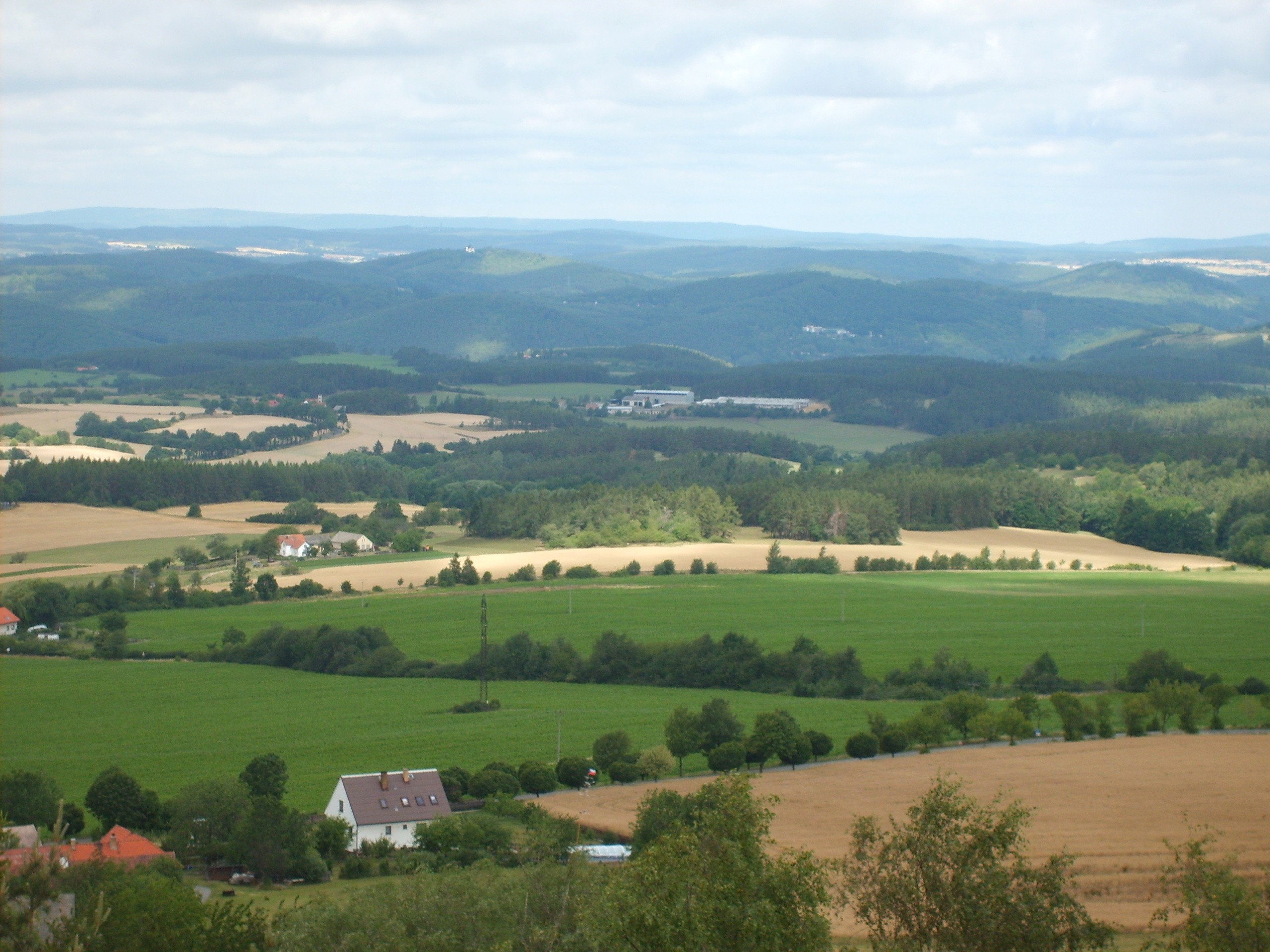
Látkép a Příbrami járásból

Bezděkov pod Třemšínem •
Bohostice •
Bohutín •
Borotice •
Bratkovice •
Březnice •
Buková u Příbramě •
Bukovany •
Čenkov •
Cetyně •
Chotilsko •
Chrást •
Chraštice •
Čím •
Daleké Dušníky •
Dlouhá Lhota •
Dobříš •
Dolní Hbity •
Drahenice •
Drahlín •
Drásov •
Drevníky •
Drhovy •
Dubenec •
Dublovice •
Dubno •
Háje •
Hluboš •
Hlubyně •
Horčápsko •
Hřiměždice •
Hudčice •
Hvožďany •
Jablonná •
Jesenice •
Jince •
Kamýk nad Vltavou •
Klučenice •
Kňovice •
Korkyně •
Kosova Hora •
Kotenčice •
Koupě •
Kozárovice •
Krásná Hora nad Vltavou •
Křepenice •
Křešín •
Láz •
Lazsko •
Lešetice •
Lhota u Příbramě •
Malá Hraštice •
Milešov •
Milín •
Modřovice •
Mokrovraty •
Nalžovice •
Narysov •
Nechvalice •
Nečín •
Nedrahovice •
Nepomuk •
Nestrašovice •
Nová Ves pod Pleší •
Nové Dvory •
Nový Knín •
Občov •
Obecnice •
Obořiště •
Obory •
Ohrazenice •
Osečany •
Ostrov •
Ouběnice •
Pečice •
Petrovice •
Pičín •
Počaply •
Počepice •
Podlesí •
Příbram •
Příčovy •
Prosenická Lhota •
Radětice •
Radíč •
Rosovice •
Rožmitál pod Třemšínem •
Rybníky •
Sádek •
Sedlčany •
Sedlec-Prčice •
Sedlice •
Smolotely •
Solenice •
Stará Huť •
Starosedlský Hrádek •
Štětkovice •
Suchodol •
Svaté Pole •
Svatý Jan •
Svojšice •
Těchařovice •
Tochovice •
Třebsko •
Trhové Dušníky •
Tušovice •
Velká Lečice •
Věšín •
Višňová •
Volenice •
Voznice •
Vrančice •
Vranovice •
Vševily •
Vysoká u Příbramě •
Vysoký Chlumec •
Zalužany •
Zbenice •
Zduchovice •
Županovice

## Fordítás
- Ez a szócikk részben vagy egészben  a   Příbram District című angol Wikipédia-szócikk ezen változatának fordításán alapul.  Az eredeti cikk szerkesztőit annak laptörténete sorolja fel. Ez a jelzés csupán a megfogalmazás eredetét és a szerzői jogokat jelzi, nem szolgál a cikkben szereplő információk forrásmegjelöléseként.
- Ez a szócikk részben vagy egészben  az   Okres Příbram című cseh Wikipédia-szócikk ezen változatának fordításán alapul.  Az eredeti cikk szerkesztőit annak laptörténete sorolja fel. Ez a jelzés csupán a megfogalmazás eredetét és a szerzői jogokat jelzi, nem szolgál a cikkben szereplő információk forrásmegjelöléseként.